# ガリレオ・フェラリス (潜水艦・2代)
ガリレオ・フェラリス (Galileo Ferraris) はイタリア海軍の潜水艦。アルキメーデ級。
1931年10月15日起工。1934年8月11日進水。1935年1月31日竣工。
「ガリレオ・フェラリス」はイタリア領東アフリカに配備されていた潜水艦の一隻で、イタリアが第二次世界大戦に参戦した1940年6月10日にマッサワからジブチ沖へ向けて出撃した。6月12から13日の夜、換気バルブが完全にしまっていなかったことから電池の一つが水につかり、またクロロメタン（エアコンに使用されていた）の漏出による中毒も発生。「ガリレオ・フェラリス」はマッサワに戻った。
8月14日に戦艦が紅海を南へ向かうとの情報があり、翌日「ガリレオ・フェラリス」は出撃した。この戦艦は「ロイヤル・サヴリン」であった。8月15日23時55分、「ガリレオ・フェラリス」はバブ・エル・マンデブ海峡で駆逐艦か小型巡洋艦（おそらく、戦艦の護衛の「デインティ」、「ディフェンダー」、「デコイ」のいずれか）に対して魚雷2本を発射。その後の爆雷攻撃をしのぎ、8月19日にマッサワに帰投した。
8月25日、Gebel Tair・Gebel Zucur間へ出撃。成果なく、9月1日に帰投した。次いで敵船団の情報を受けてハーミル島の北に配置されたが、これも成果はなかった。10月後半のBN7船団通過の際も出撃している。
11月26日、「ガリレオ・フェラリス」は護衛付きの船団に対して魚雷を発射し、3度の爆発音を聴取した。その後もポートスーダン沖でのものなど3度の哨戒を行ったが、戦果はなかった。
マッサワ陥落が確実な情勢となると紅海の潜水艦はボルドーへ向かうこととなり、「ガリレオ・フェラリス」は1941年3月3日にマッサワを離れた。4月10日、「ガリレオ・フェラリス」はイギリス潜水艦「セヴァーン」から2度雷撃されたが、命中しなかった。ドイツのタンカー「ノルトマルク」から補給を受け、5月9日に「ガリレオ・フェラリス」はボルドーに到着。10月1日まで整備が行われた。
1941年10月25日、「ガリレオ・フェラリス」はジブラルタル付近で航空機の攻撃により損傷。次いでイギリス駆逐艦「ラマートン」と交戦し、自沈した。